# The Unpardonable Sin
The Unpardonable Sin é um filme mudo de drama/propaganda produzido nos Estados Unidos e lançado em 1919. Talvez seja um filme perdido.